# Eugenia pusilla
Eugenia pusilla är en myrtenväxtart som beskrevs av Nicholas Edward Brown. Eugenia pusilla ingår i släktet Eugenia och familjen myrtenväxter. Inga underarter finns listade i Catalogue of Life.